# ناصيف معلوف
ناصيف بن إلياس منعم المعلوف (1823-1865) عالم لغوي مشهور. وله مؤلفات كثيرة. وهو لبناني الأصل، توفي على مقربة من إزمير في تركيا. وقد زار مدناً كثيرة: الآستانة، باريس، لندن، وقد انتسب إلى جمعيات علمية كثيرة. وقد كان يتقن لغات حية كثيرة منها: الفارسية، والإيطالية، والإنجليزية، والفرنسية، والتركية.